# Hazelton (Idaho)
Hazelton – miasto w Stanach Zjednoczonych, w stanie Idaho, w hrabstwie Jerome.